# استان جنوب (لبنان)
استان جنوبی (به عربی: محافظة الجنوب لبنان) یکی از استان‌های لبنان است.
این استان ۳۶۰٬۰۰۰ نفر جمعیت و ۲٬۰۰۰ کیلومتر مربع مساحت دارد.
مرکز آن شهر صیدا است و پست‌ترین نقطه آن منطقه‌ای هم‌سطح دریا و بلندترین نقطه آن ۱٬۰۰۰ متر ارتفاع دارد.

## بخش‌ها
- بخش صیدا
- بخش جزین
- بخش طیره

## شهرها
- جزین
- صیدا
- طیره (لبنان)
- کفیر
- صرفند